# Lipták Pál (mérnök)
Lipták Pál (Békéscsaba, 1874. április 13. – Balatonfüred, 1926. május 15.) magyar tanár, mérnök, vállalkozó, államtitkár.

## Élete és munkássága
Szülővárosában végezte el az elemi és középiskolai tanulmányait. 1889–1892 között részt vett a Vaskapu szabályozásában, ahol 16 évesen több száz munkást irányított. 1907-ben műszaki doktorátust szerzett, Magyarországon második építészként. 1908-ban Budapesten egy kis műhelyt hozott létre, amelyből később megalakult a dr. Lipták és Társa Építési- és Vasipari Rt., amelynek 1916-ig vezetője volt. Az 1910-es évek elején a legnagyobb építőipari cégek egyikének számított. 1916-ban kivált a cégből és vállalkozó lett. Az első világháború után a cég megszűnt. 1920–1922 között tagja volt a nemzetgyűlésnek. 1922-ben a Kereskedelemügyi Minisztériumban államtitkárként dolgozott.

## Ismert épületei

### Tervezések
- 1908: Szent Angelina-mozaikos ház, Budapest, Váci utca 63.[4]
- 1908–1909: MÁVAG-kolónia, Budapest, Vajda Péter utca 4-6.[5]
- 1913–1916: magyar királyi 29-es és 30-as gyalogsági ezredet honvéd gyalogsági laktanyája (ma: Petőfi Sándor laktanya), Budapest, Budaörsi út[6]
- 1924–1925: Lipták-villa, Budapest, Hermina út 3.[7]
- 1903: Vezelka Venanto: iroda és raktárépület, Budapest, Balzac u. 5. (az 1920-as években Tauszig Béla és Róth Zsigmond tervei alapján bővítették, Baumhorn Lipót emeletet épített rá, majd Lipták Pál tervei alapján lakó- és üzletházzá alakították)[8]

1909 körül részt vett a Műegyetem tervezési munkálataiban Pecz Samu mellett.

### Kivitelezések
- 1909–1913: a Schmahl Henrik által tervezett Párizsi udvar (Budapest, Ferenciek tere 10.)[10]
- 1910–1911: a Jónás Zsigmond és Jónás Dávid által tervezett Goldberger-ház (Budapest, Arany János utca 32.)[11]

A Magyar Posta Központi Járműtelep (Budapest, Egressy út 35-51.) vasbeton felhasználási terveit is ő készítette el.
Művezetőként dolgozott a Fasori evangélikus templom és Budapest-Fasori Evangélikus Gimnázium templom (Budapest, Városligeti fasor 17-21.) építésénél Rerrich Bélával közösen (1903–1906).

### Képtár

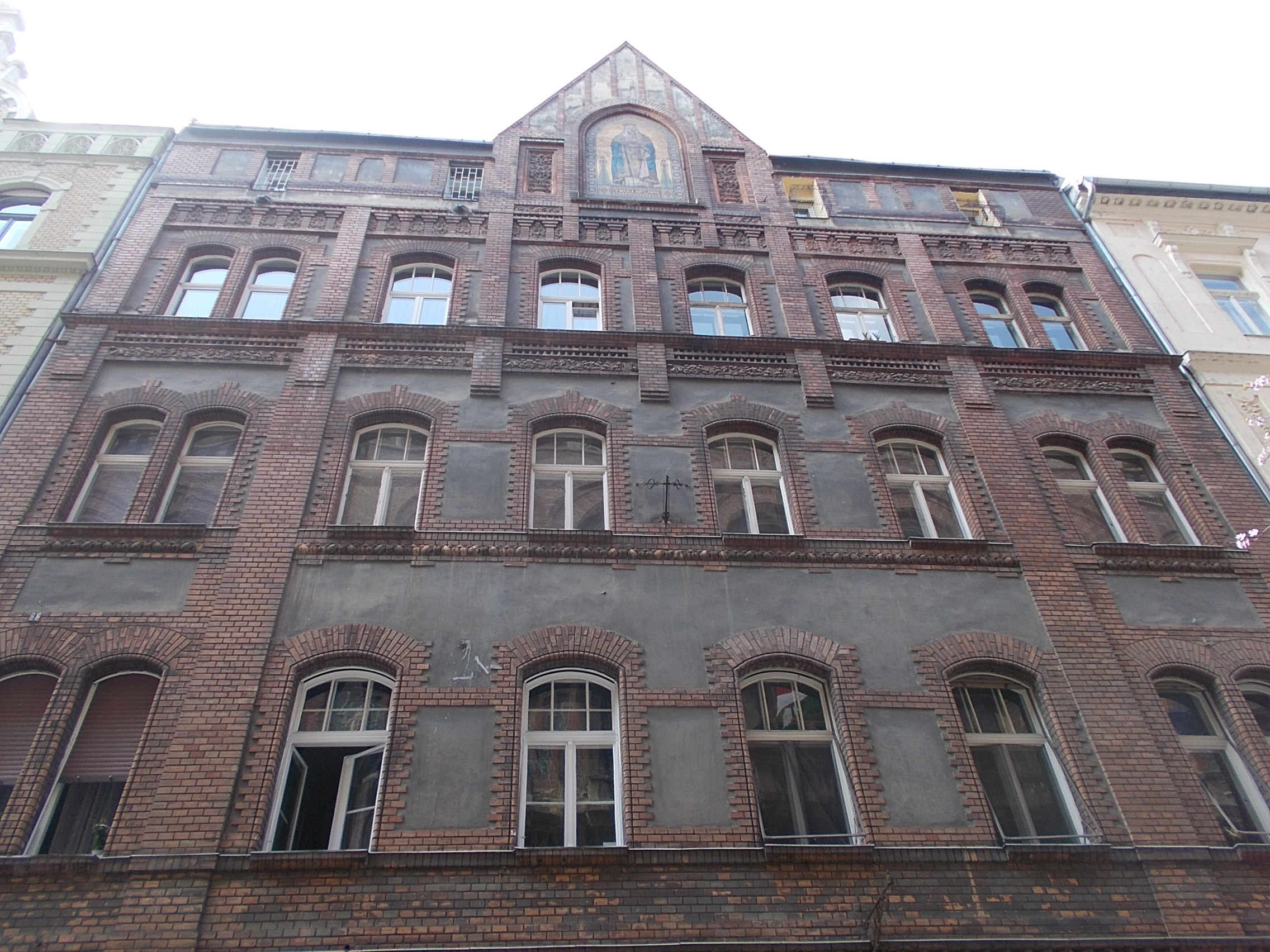
Szent Angelina-mozaikos ház
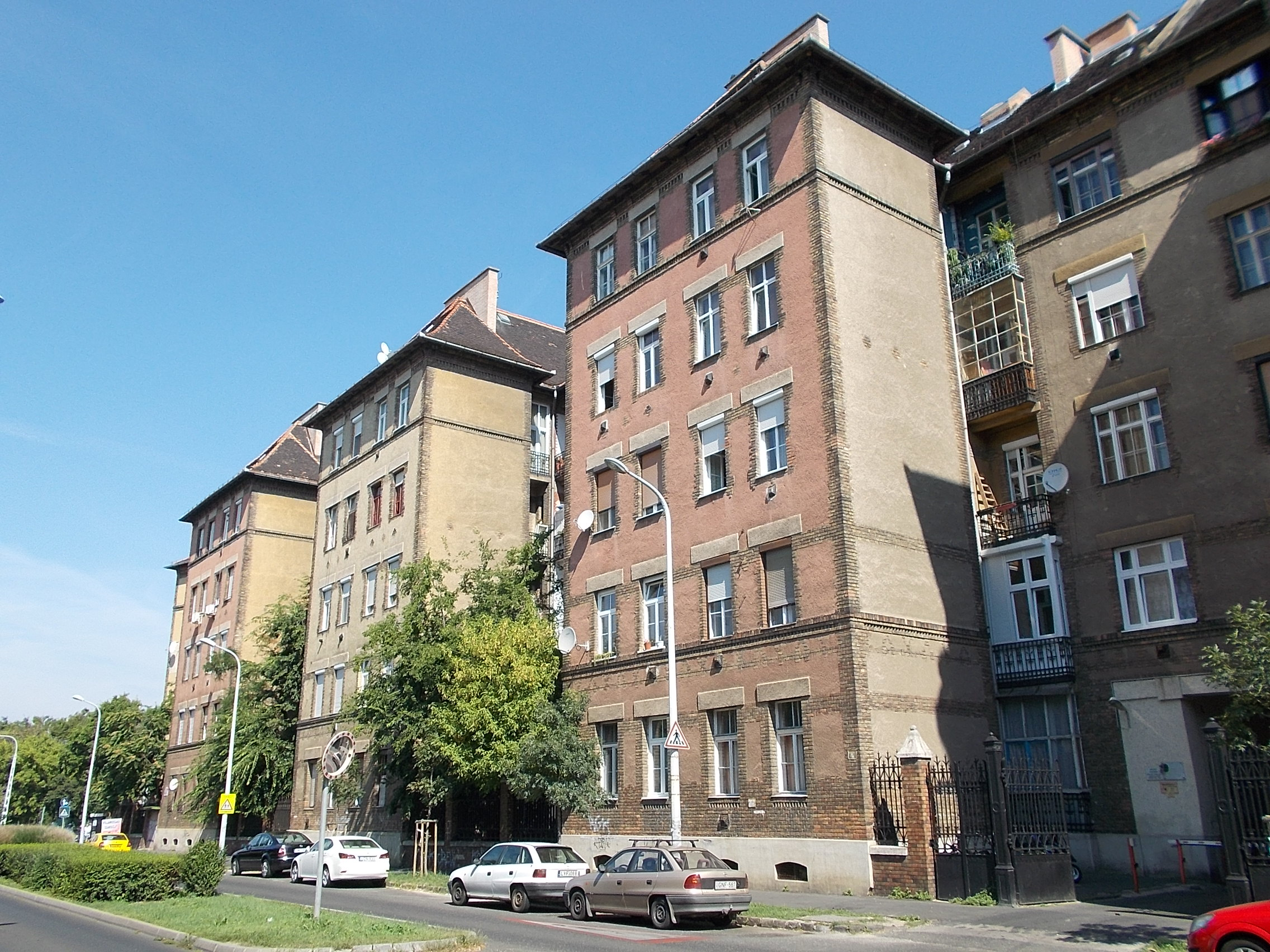
MÁVAG-kolónia
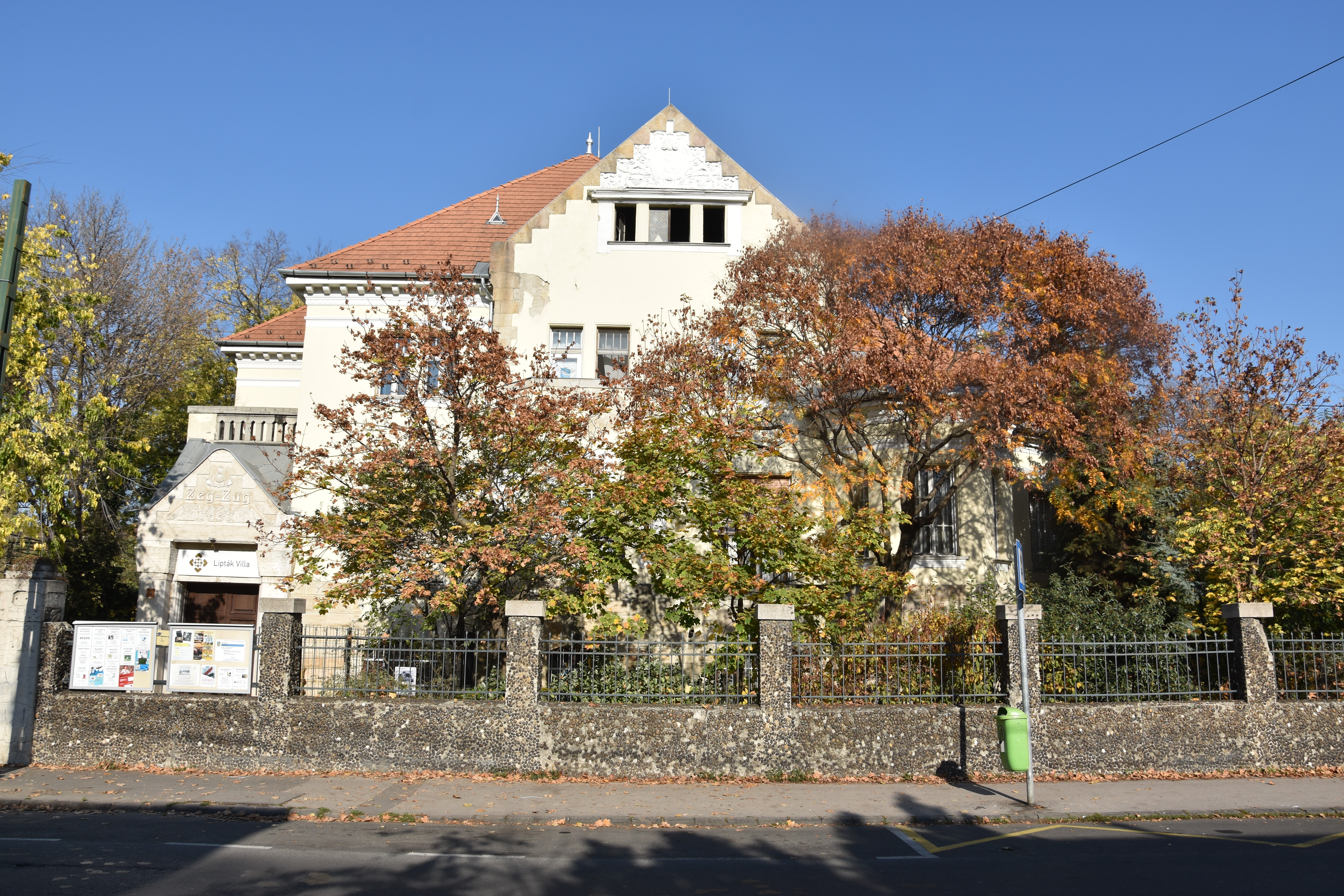
Lipták-villa

## Művei
- Adalék a vasbeton szerkezetek elméletéhez (1906)

## Emlékezete
- Budapest XVIII. kerületében ma az egyik telep viseli nevét.
- 2011-ben egykori lakhelye, amely Zeg-Zug Zuglói Gyermekház néven működött felvette a Lipták Villa nevet. Emléket állítva a  ház építtetőjének és első tulajdonosának.[14]